# 絲襪

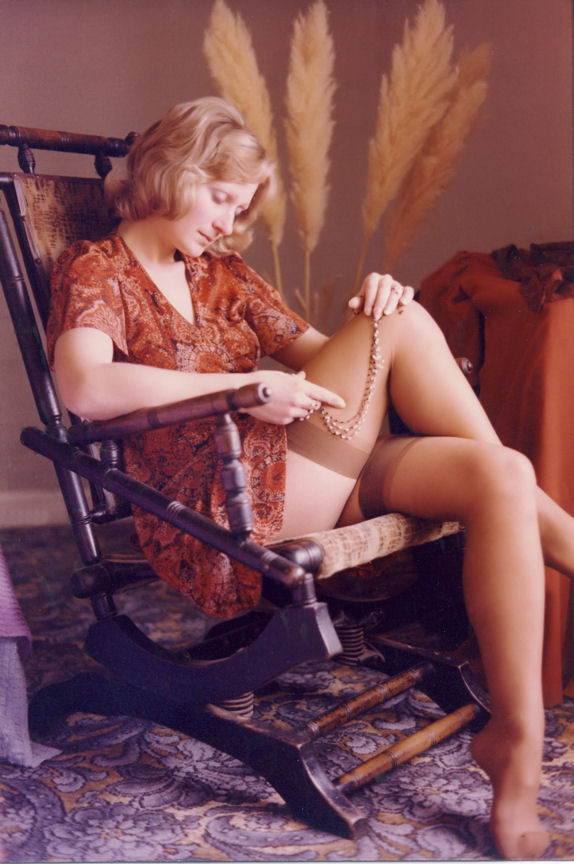
穿絲襪的女人

絲襪是一種尼龍薄襪，屬於現代襪子的一種，有長中短的分別。據知絲襪是1938年在美國先發明的，當初是深色半透明的材質。追溯絲襪的早期歷史，其實可追溯到16世紀的歐洲，當時男性喜著白色緊身褲襪，也就是今日絲襪最早的造型。
今日的絲襪多為尼龍織成，有些有強調腿部線條的裝飾花紋，有些則以不同織法強調腿部曲線的呈現與調整，而有些絲襪可帶來誘惑。部分賽車手或運動員會著用類似材質的運動緊身褲或賽車滑褲，有一些地區男性也習慣於穿着丝袜，例如苏格兰地区。因為穿著連身的絲襪，而導致上廁所時不方便，因此有了所謂的大腿襪，大腿襪通常搭配上性感的蕾絲，和各式各樣的花紋作陪襯；有些沒有鬆緊帶的大腿襪，則需要吊襪帶勾住，這種絲襪稱為吊帶襪。
絲襪的包裝則經常是扁平式的，內襯有紙版，正面可能有透明的設計，讓顧客可看到裡面絲襪的顏色，包裝上通常會註明長度、厚度，及一些特色。今日的絲襪五花八門，除了添加香味、果酸之外，日本還發明了一種噴霧式的絲襪（液体丝袜），噴在腿上看起來有絲襪的光澤。

## 歷史

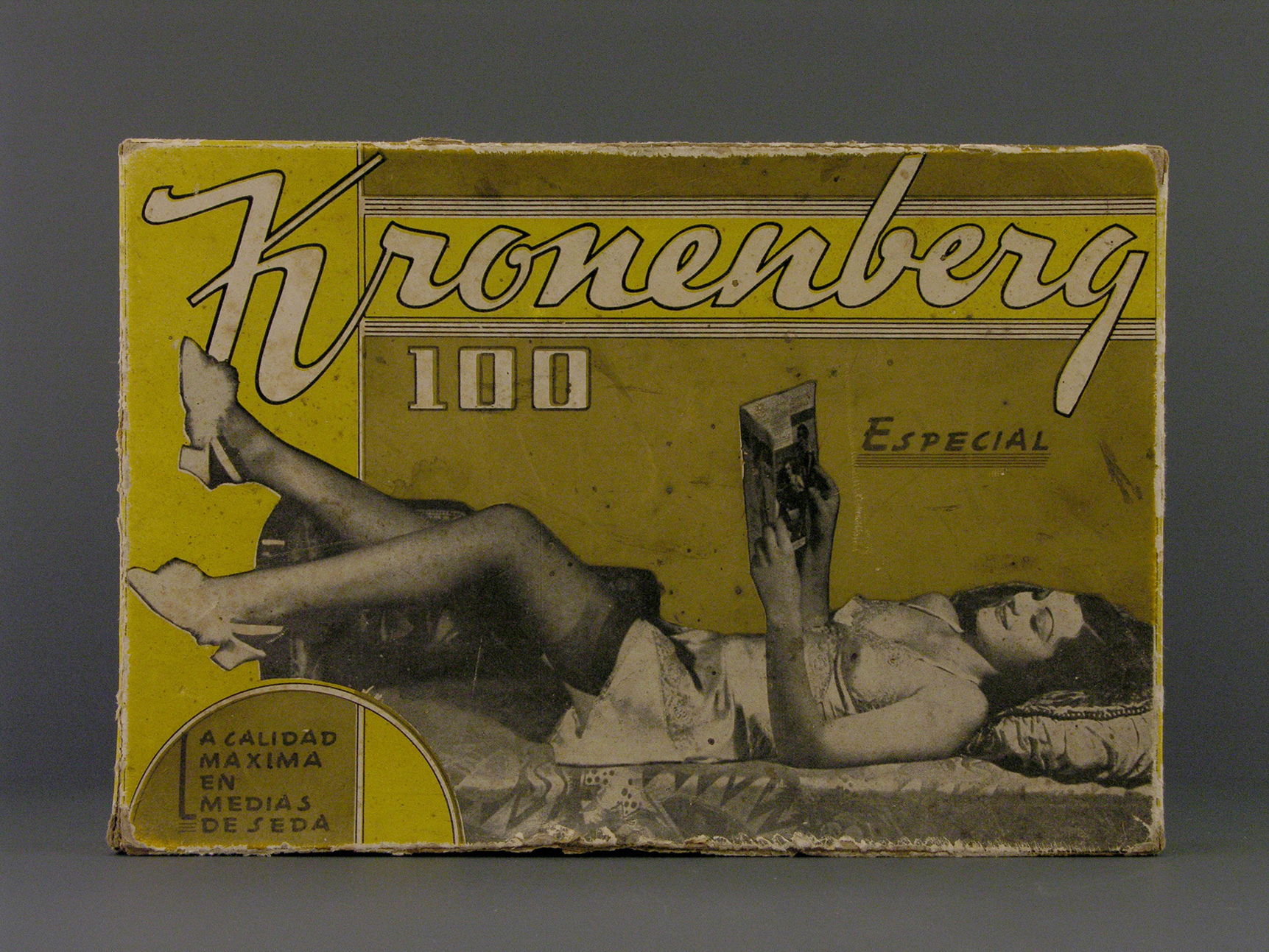
20世紀中葉的襪子廣告

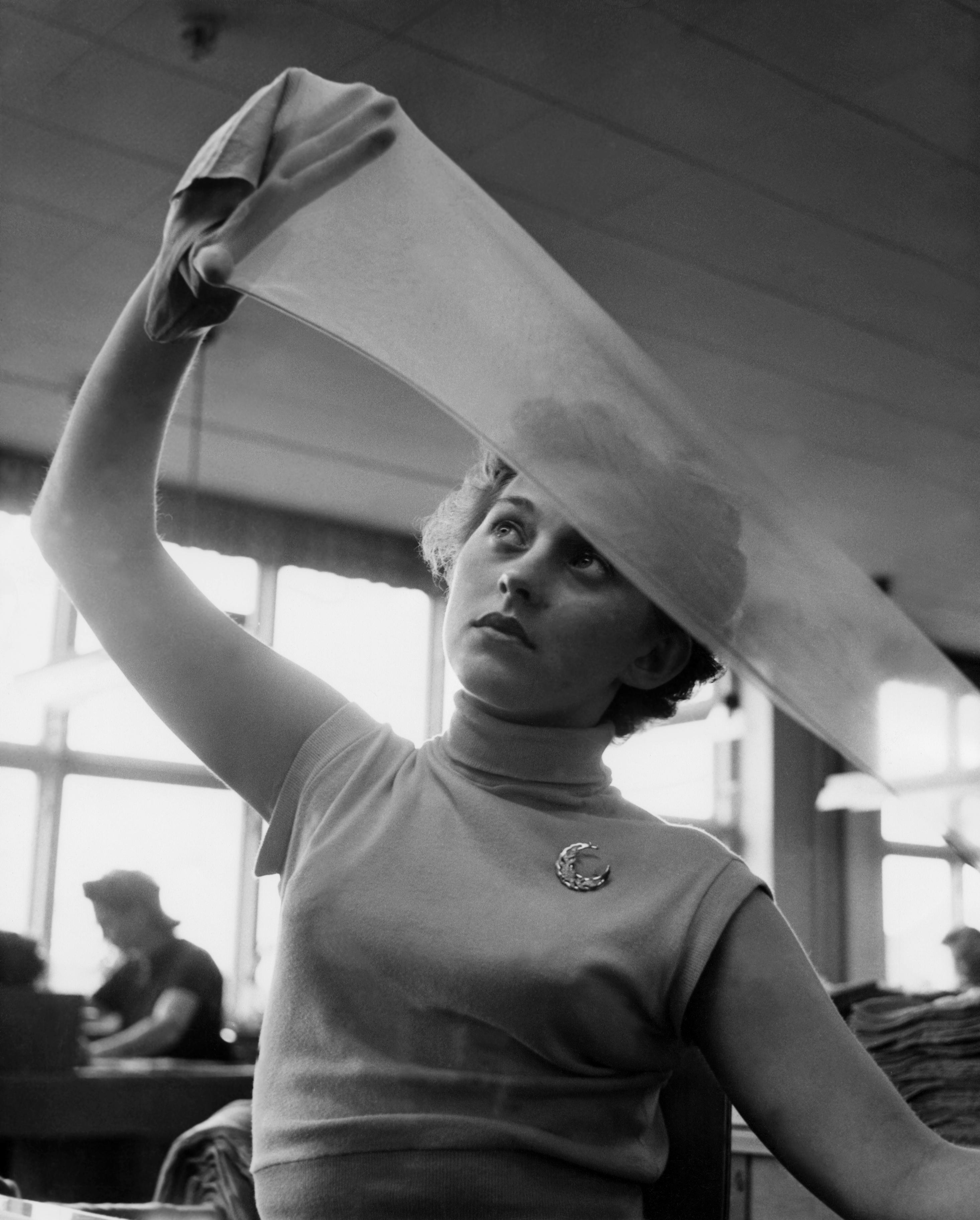
1954年瑞典馬爾摩的工人檢查尼龍絲襪的品質

歷史上，襪子（sock）這個詞已在歐洲歷史上由來已久，當時男性穿著的襪子通常指長襪（Hose）
。襪子（sock）的原意為下半身的最末端。15世紀時，此類指的是穿著在下半身的服裝，類似的詞包括緊身褲襪（Tights），意思是「上層襪」（upper-stocks，之後演變為及膝的馬褲（Breeches））以及 「上空襪」（nether-stocks，之後演變成現代的襪子（stockings））。
在1590年代之前，襪子是紡織品，第一個紡織機製造的產品就是襪子。襪子主要使用棉花、麻布、羊毛以及絲綢等原料製造。
1920年代之前，穿襪子通常是為了保暖用。1920年代時，由於禮服的裙襬縮短，美國女性為了遮掩暴露的腳而開始穿著襪子；這類襪子通常都很薄，使用絲綢或是嫘縈製造，1940年後改使用尼龍製造。
1939年，化學科技公司杜邦企業開始引進尼龍，並成為美國最主要的製造襪子原料。在美國，一天就可以製造400萬雙襪子；尼龍襪相當便宜，耐用，透明度跟嫘縈以及絲綢相同。美國加入第二次世界大戰後，杜邦將尼龍襪工廠改成降落傘、飛機繩以及一般繩索的工廠，由於襪子減產，因此在黑市一度相當搶手。當二戰結束後，杜邦企業宣布重回襪子事業時，卻無法滿足市場需求；在杜邦能夠增產之前，美國市場曾經發生暫時的「尼龍暴動」（nylon riots）。
褲襪的前身出現於1940到1950年代，電影以及劇場的製作公司將襪子與短褲縫製在一起讓女演員以及舞者穿著。根據已故女演員安·米勒以及她曾經參與過的電影作品長腿叔叔（Daddy Long Legs）可以看的出來。直到今天，絲襪通常使用棉花、絲綢、羊毛以及尼龍縫製而成。
1959年，商業化的褲襪進入市場並取代了絲襪，絲襪的需求急遽下降。造成市場急遽轉變的原因是迷你裙的大量流行。到了1970年，褲襪的市場首度超過絲襪。1987年開始，由於大腿襪的發展，使得褲襪的銷售開始稍微降低，不過褲襪依然是最受女性歡迎的襪子類產品。

## 優點與缺點
絲襪偶爾會優於褲襪包含許多原因，因為有使用吊袜带、蕾丝，時尚感不同、絲襪上的花樣、美觀以及裸露大腿的性吸引力等等，使得絲襪比褲襪更受歡迎。通常穿著絲襪也被視為較乾淨以及健康，因為穿著褲襪時，會使胯下部位造成濕熱，造成排汗的增加以及真菌或細菌的滋長等等，絲襪則不會有上述問題。
由於絲襪以及褲襪都使用尼龍材質，因此擁有快乾的優點。如果絲襪或褲襪損壞，絲襪可以輕易更換攜帶備用品，而緊身襪需考慮脫穿不方便時的環境；一般非醫療性質的絲襪與褲襪價格低廉，甚至可以使用一次即可拋棄。
然而，絲襪與褲襪相比，由於皮膚暴露的面積較多，因此在寒冷的天氣穿著絲襪會感覺較為清涼。褲襪不需要吊襪帶，所以也不需要花太多時間調整。穿著貼身衣物時，穿褲襪會比穿絲襪時外形曲線更顯得平滑。

## 支撐
可以使用下列三種道具支撐絲襪：

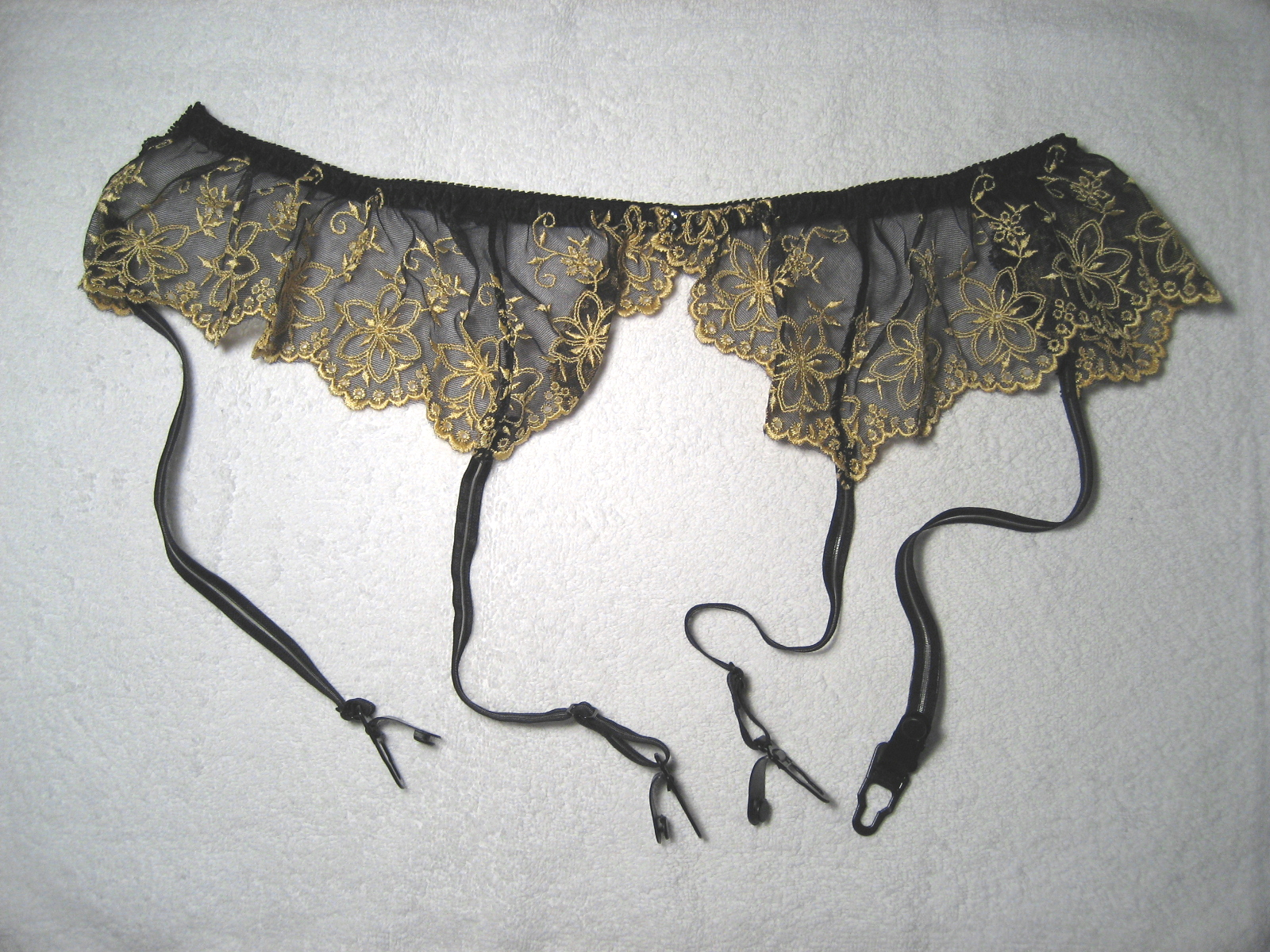
一個有蕾絲花邊的吊襪帶

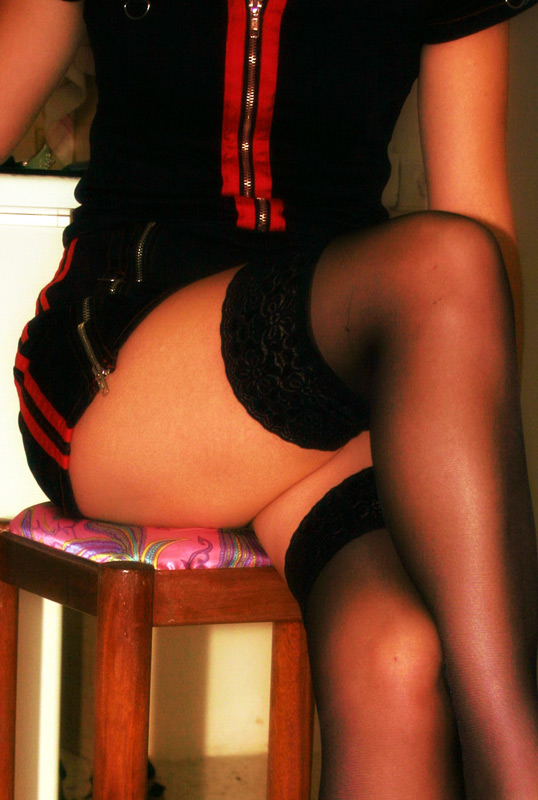
一位女性穿著有弹性支撑的丝袜

- 吊襪帶，這是最常見的支撐絲襪道具。這是利用一種類似內褲的腰帶，與吊帶連結，與絲襪頂端相連，可以防止絲襪下滑。
- 大腿襪是第二常見的支撐道具。在絲襪頂端特別使用強烈收縮的彈性皮帶，防止絲襪下滑。不過由於大腿的寬度不同，還是有可能下滑或是過緊造成大腿靜脈曲張。
- 襪帶是比較不常見的防止下滑道具。類似大腿襪的設計，也是包夾絲襪頂端防止絲襪下滑。通常比較常見新娘穿著。

## 延伸閱讀
- 絲襪奶茶，香港一種使用以貌似絲襪的工具所製作的飲料，並非用上用作服裝的絲襪。
- 褲襪
- 大腿襪
- 戀襪
- 绅士袜